# Helix (Liseberg)
Helix is een stalen lanceerachtbaan in het Zweedse attractiepark Liseberg in Göteborg. De baan, gebouwd door MACK Rides, bevat twee lineaire motoren die de treinen lanceert tot een snelheid van 100 km/uur. De baan opende op 26 april 2014, bij de opening van het nieuwe seizoen. De Helix is de eerste achtbaan ter wereld die 1-op-1 kan worden beleefd in een VR-ervaring. Deze ervaring is ontworpen door het Nederlandse 3D-bedrijf ArchiVision. Tijdens de eerste twee weken na opening kon dit naast de ingang van de achtbaan. 
Het stationsgebouw van de Helix is gelegen op de voormalige plaats van de 3D-bioscoop Maxxima, aan de voet van valtoren AtmosFear. De 1.381 meter lange baan volgt de helling van de heuvel in een op maat gemaakt baanverloop. De baan bevat verschillende inversies: twee kurkentrekkers, een pretzel knot, een top hat, een zero-gravity roll en een bijzondere Norwegian loop. De totale kosten van de achtbaan wordt geschat op 239 miljoen Zweedse kroon. 

## Galerij

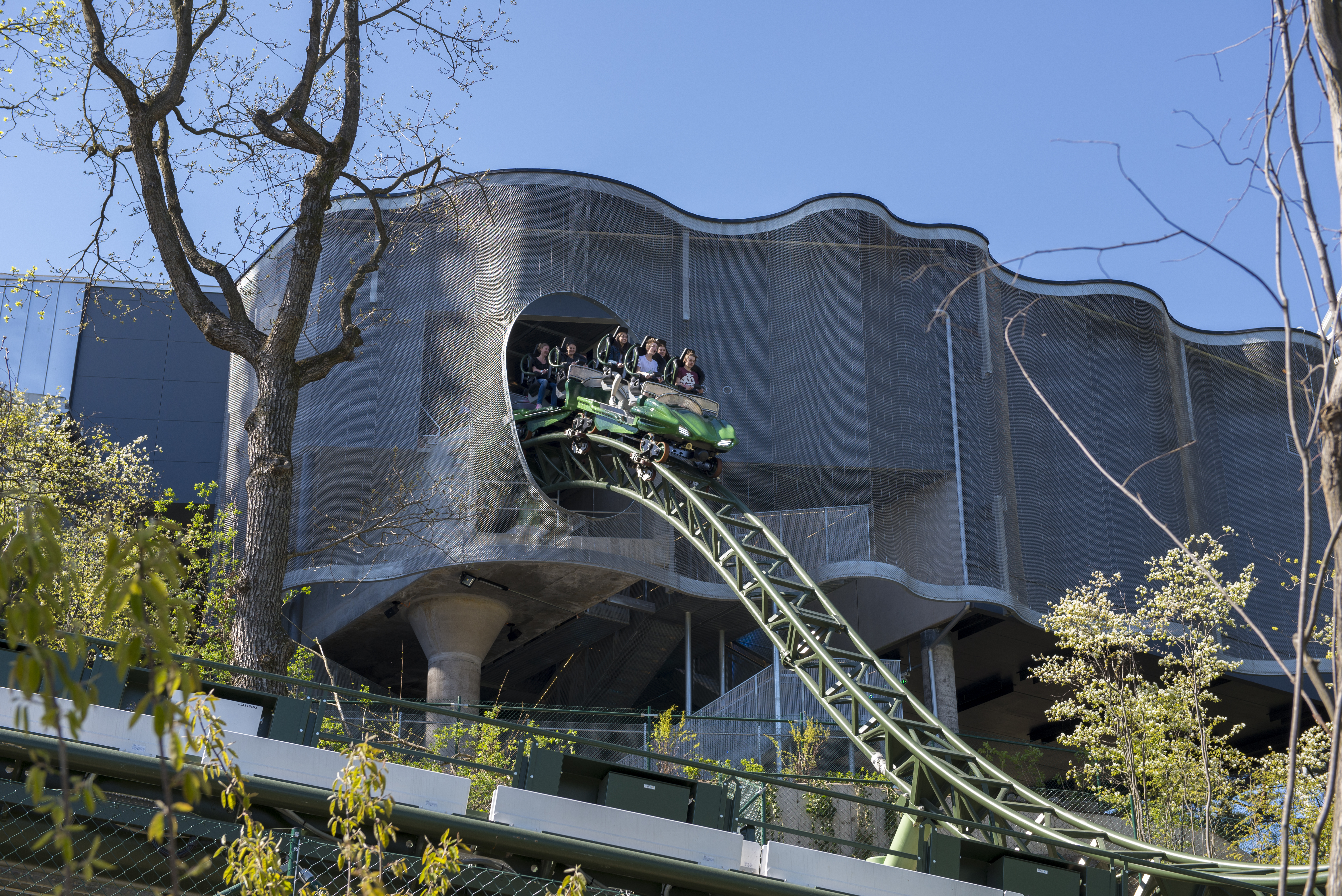
Een trein vertrekt uit het station
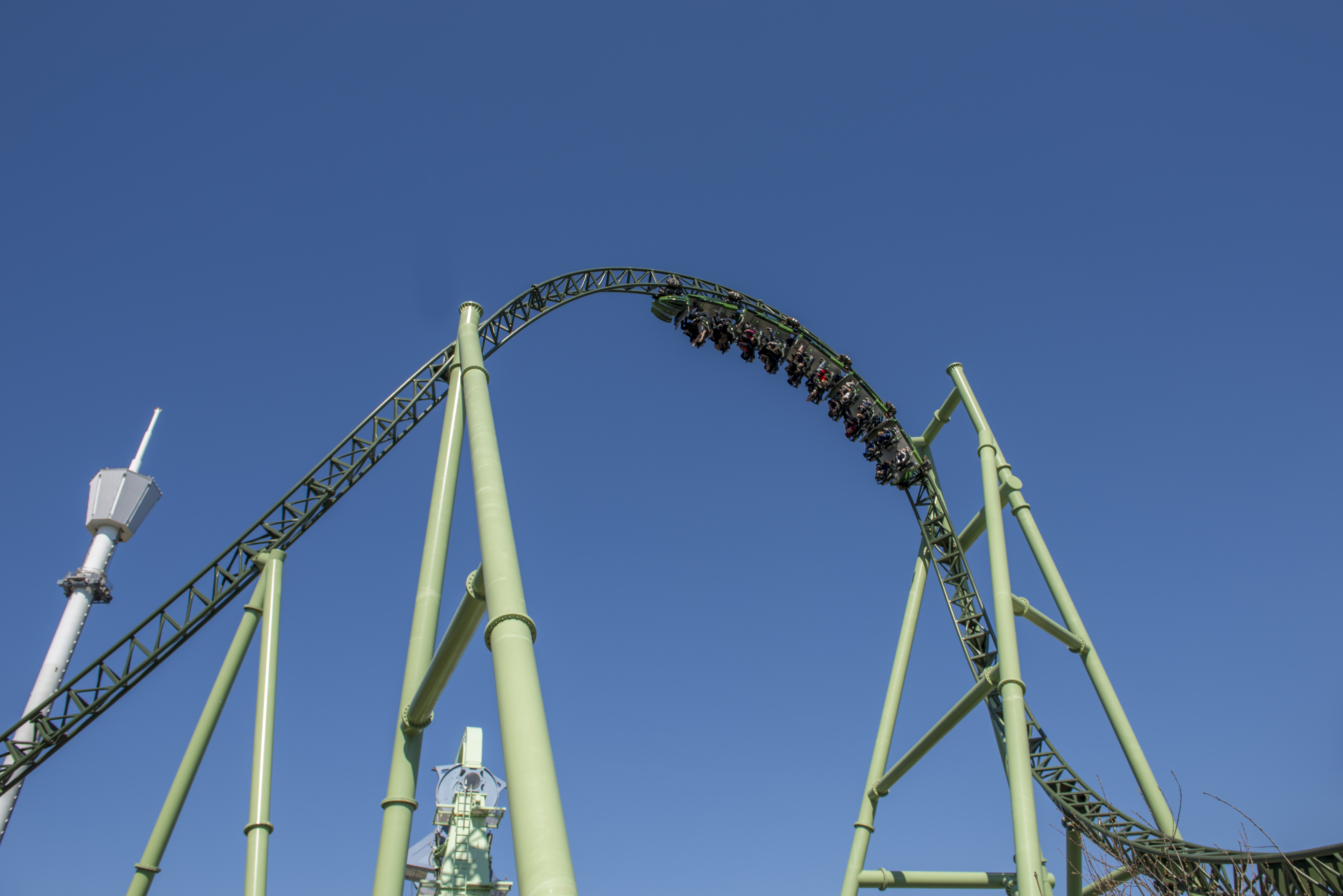
Helix tijdens de opening in 2014
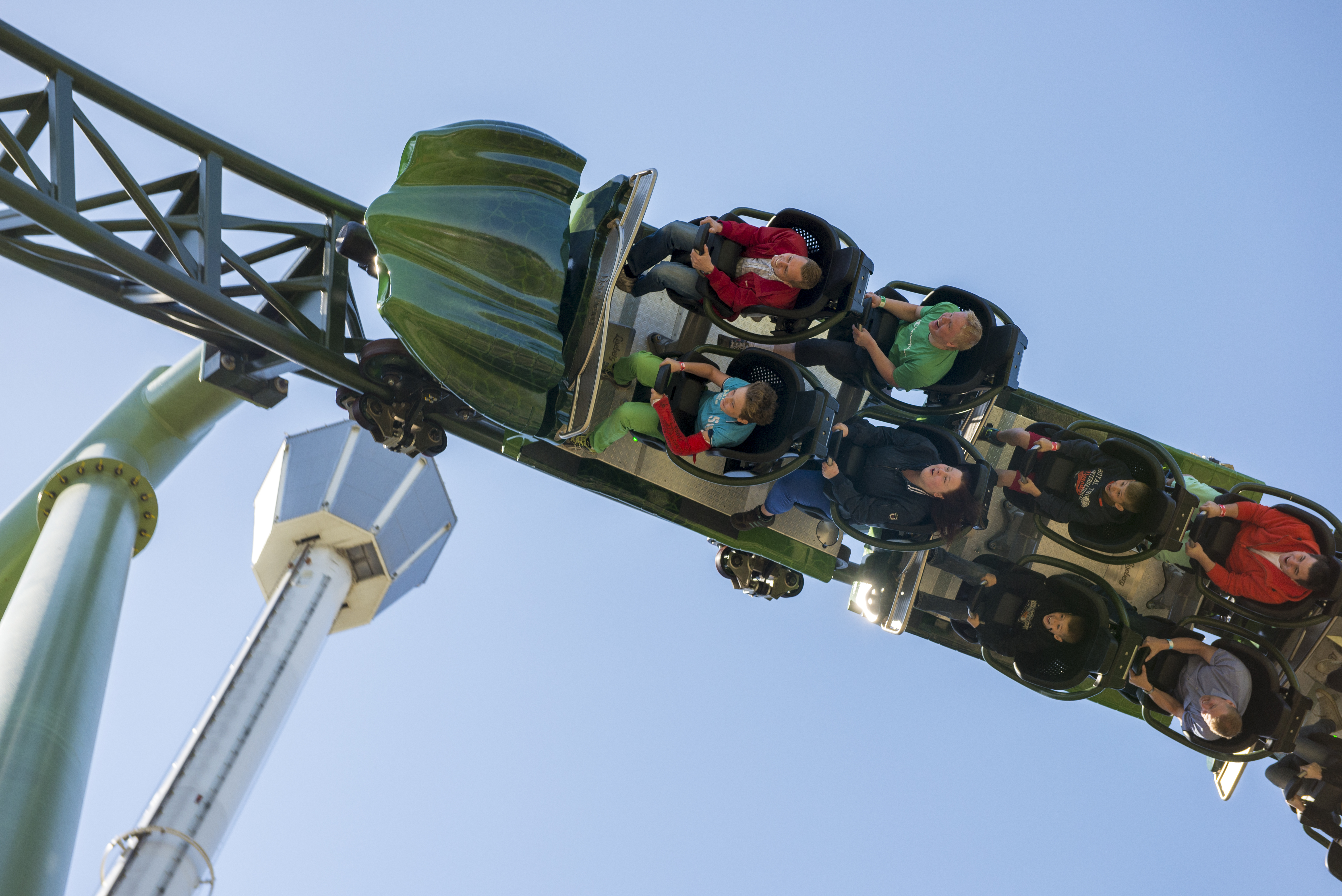
Trein van de Helix met passagiers
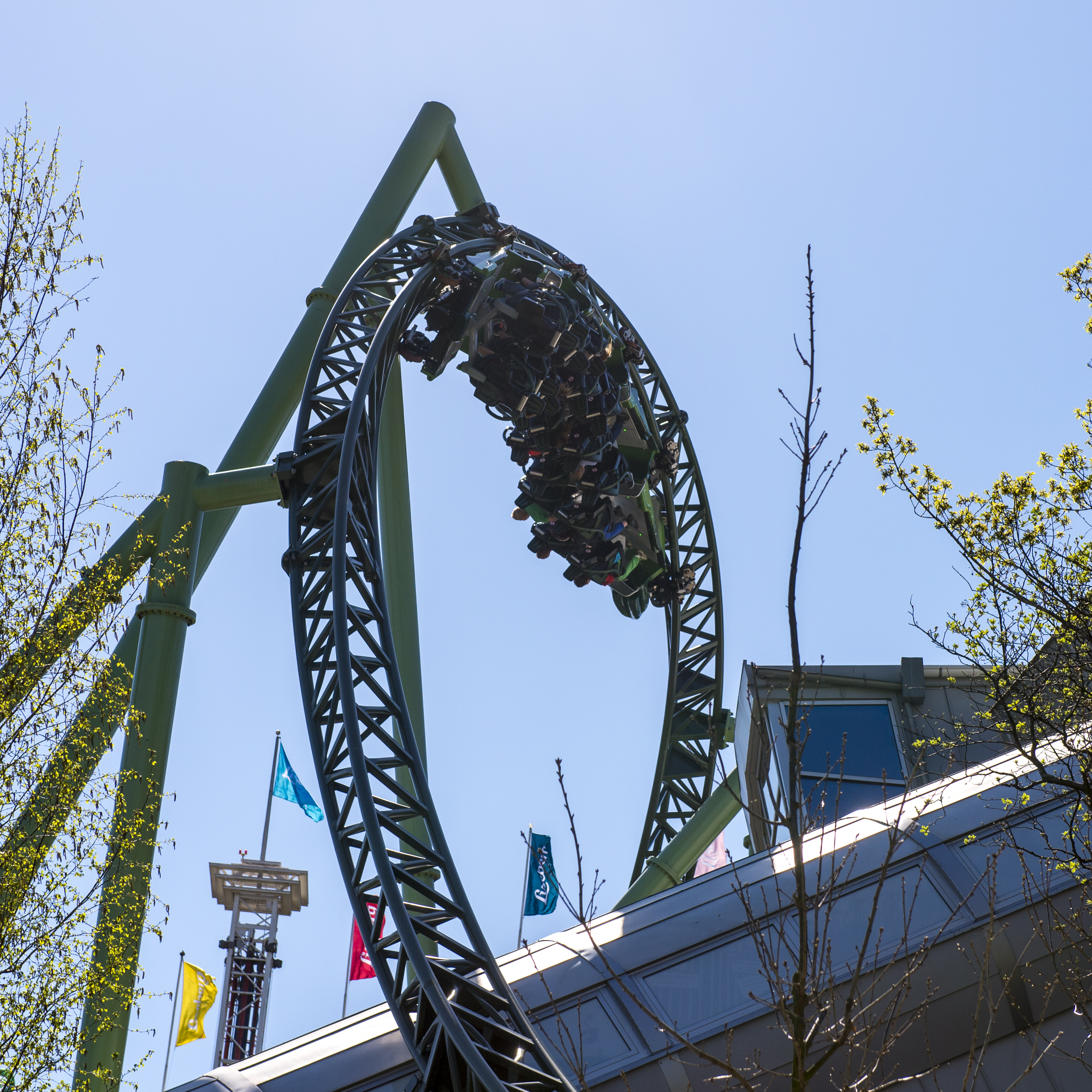
Inversie van de Helix
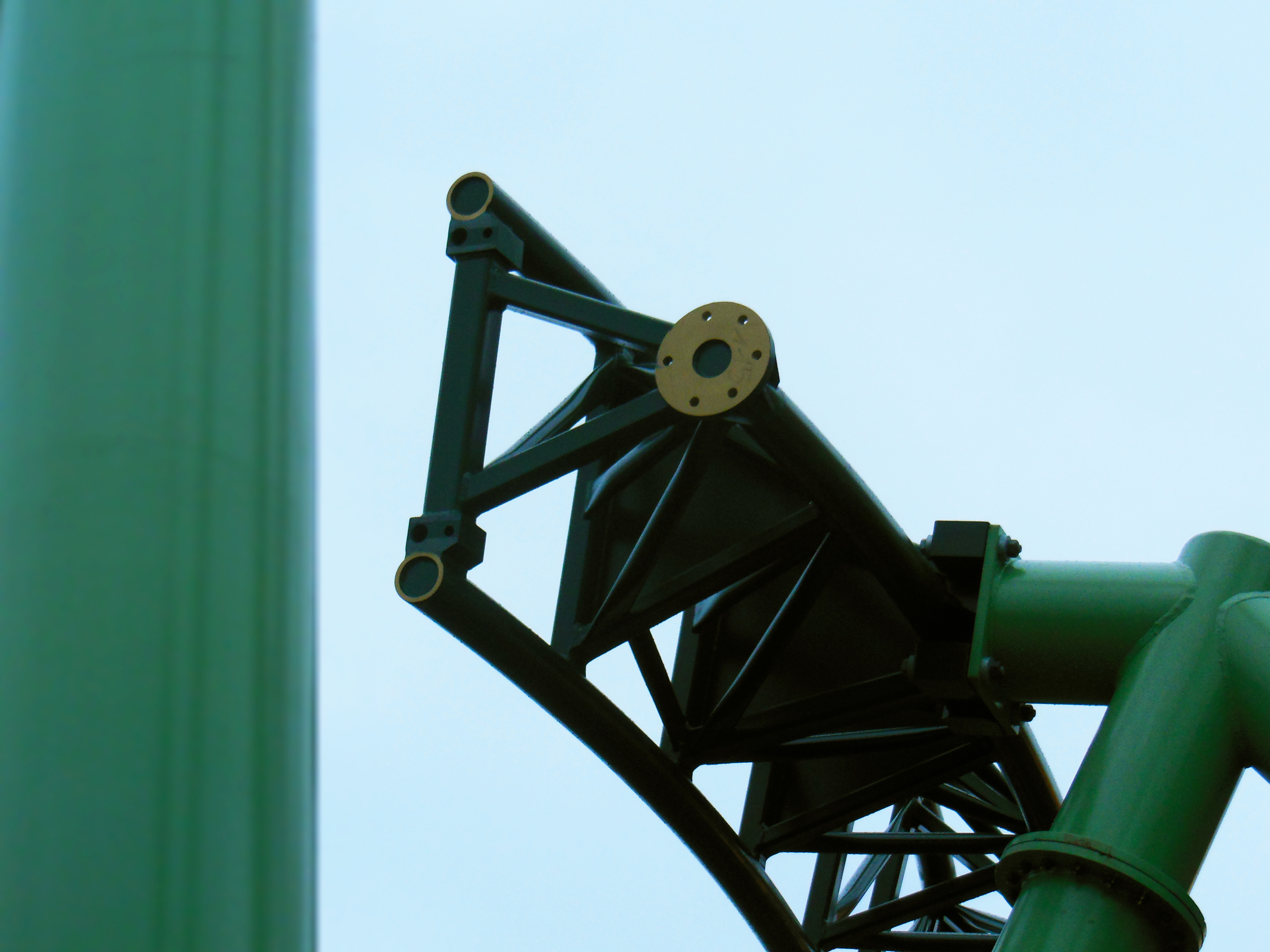
Helix in aanbouw in 2013
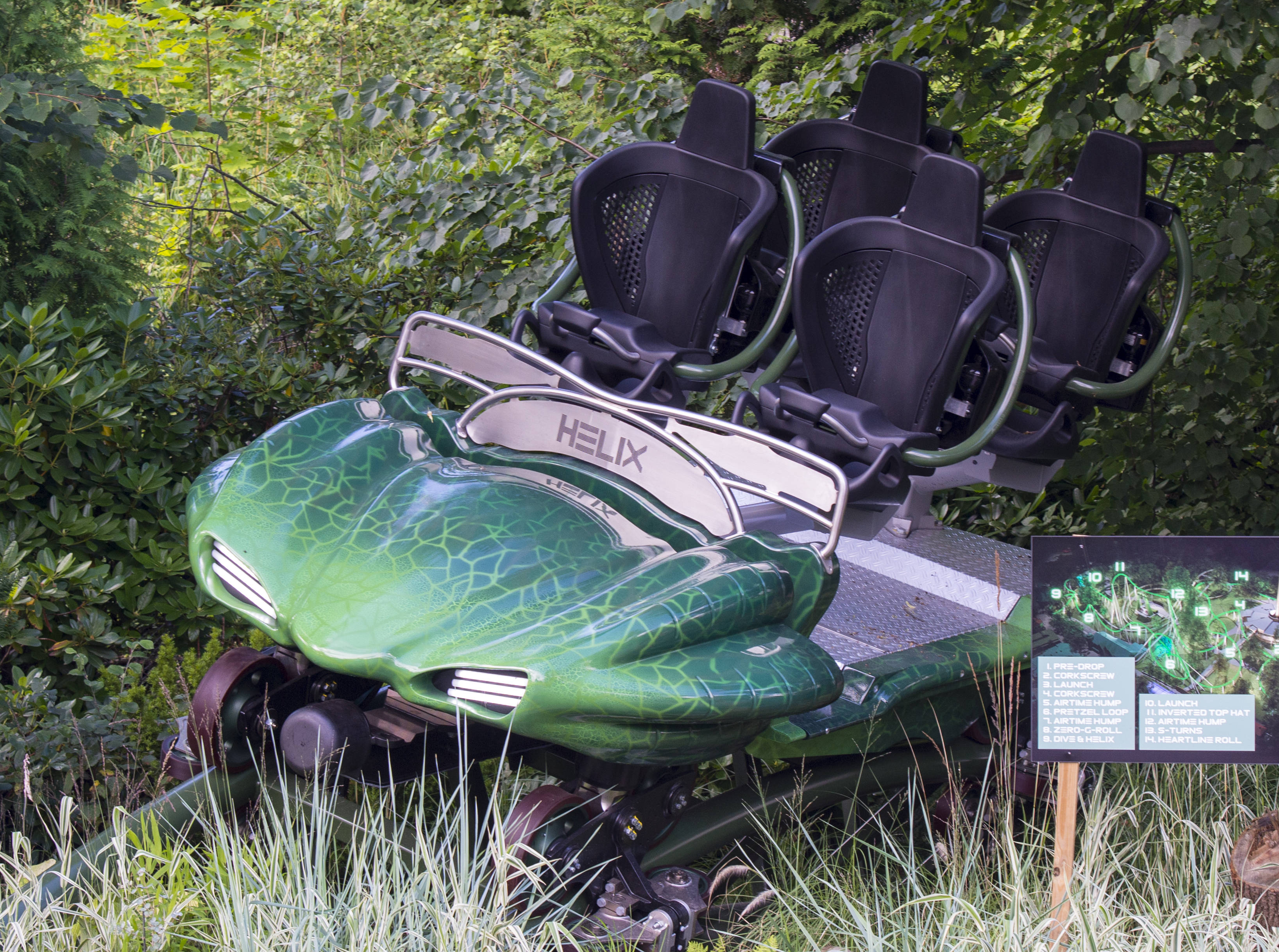
Een karretje van de Helix